# Juan Carlos Guerra
Juan Carlos Guerra né le 27 décembre 1860 à Saint-Sébastien et mort le 2 octobre 1941 à Arrasate, est un historien spécialisé en généalogie, homme de loi, écrivain et académicien basque espagnol de langue basque et espagnole.

## Biographie
Juan Carlos Guerra fait ses premières études dans sa ville natale, et ses études secondaires en 1878. Puis il suit une carrière de droit à Madrid jusqu'en 1883. Après une année de stage à Saint-Sébastien, il part vivre à Arrasate, dans la maison Guerraenea. Passionné par des études historiques, il se focalise en particulier sur tout ce qui concerne l'héraldique et la généalogie, c'est d'ailleurs avec ses publications dans ce domaine qu'il va se tailler un nom dans le monde des « savants ». 
En 1883, Juan Carlos Guerra commence une série de livres avec le premier volume de son Diccionario heráldico de la nobleza guipuzcoana. Le second volume vient en 1888. À cette époque, le nom de notre généalogiste est largement connu, et en 1887, il entre à l'Académie royale d'histoire. De 1895 à 1912, il travaille assidûment dans le magazine basque Euskal-Erria, avec son Ensayo de un padrón histórico de Guipúzcoa según el orden de sus familias pobladoras, étude comprenant plus de 3 400 noms de familles, et réédité en un seul volume en 1928. 
En 1908, il collaboration avec la Revue Internationale des Études Basques et en 1911 pour "Euskalerriaren Alde". En 1918, Juan Carlos Guerra participe au premier congrès de la Société d'études basques.